# Tarot Francês

O Tarot, Jogo de Tarot ou Tarot Francês é um jogo de cartas geralmente jogado com quatro jogadores, mas existem variantes para três e cinco jogadores  .

## História e origem
Os jogos de cartas surgiram na Europa no final do século XIV; eles podem ter sido introduzidos a partir da Itália ou da Catalunha.
Os tarôs mais antigos conhecidos hoje foram feitos para a família Visconti de Milão na primeira metade do século XV .
As carte da trionfi ou naipe a trionfi são mencionadas pela primeira vez em meados do século XV no norte da Itália. A palavra italiana tarocchi e a palavra francesa tarot são mencionadas pela primeira vez no início do século XVI.
A palavra francesa tarot provavelmente vem do italiano tarocco (plural tarocchi ). Em francês, a palavra tarot deu origem no século XVII às palavras taroter e tarotage.
É no início do século XVI que o baralho de tarô chega à França. Citado em 1534 por Rabelais em Gargantua e na moda até 1650, quando era jogado a três segundo a regra de 1655, parece que no século XVIII na França, dificilmente era jogado mais do que na Provença. Atualizado no final século XVIII e século XIX - época na qual os antigos tarôs conhecidos desde 1930 como "Tarot de Marselha" foram designados como tarôs italianos - será amplamente adotado no século XX por volta de 1950, então será estabelecida a Federação Francesa de Tarot em 1973 que irá consagrar como oficial a regra moderna com quatro jogadores e o jogo quase exclusivo com as cartas modernizadas com naipes franceses.
No século XVIII, as cartas do baralho de tarô são associadas à prática da cartomancia e têm sido usadas desde então para o tarot divinatório. As cartas antigas com desenhos e naipes italianos são geralmente preferidos para este uso.

## As cartas

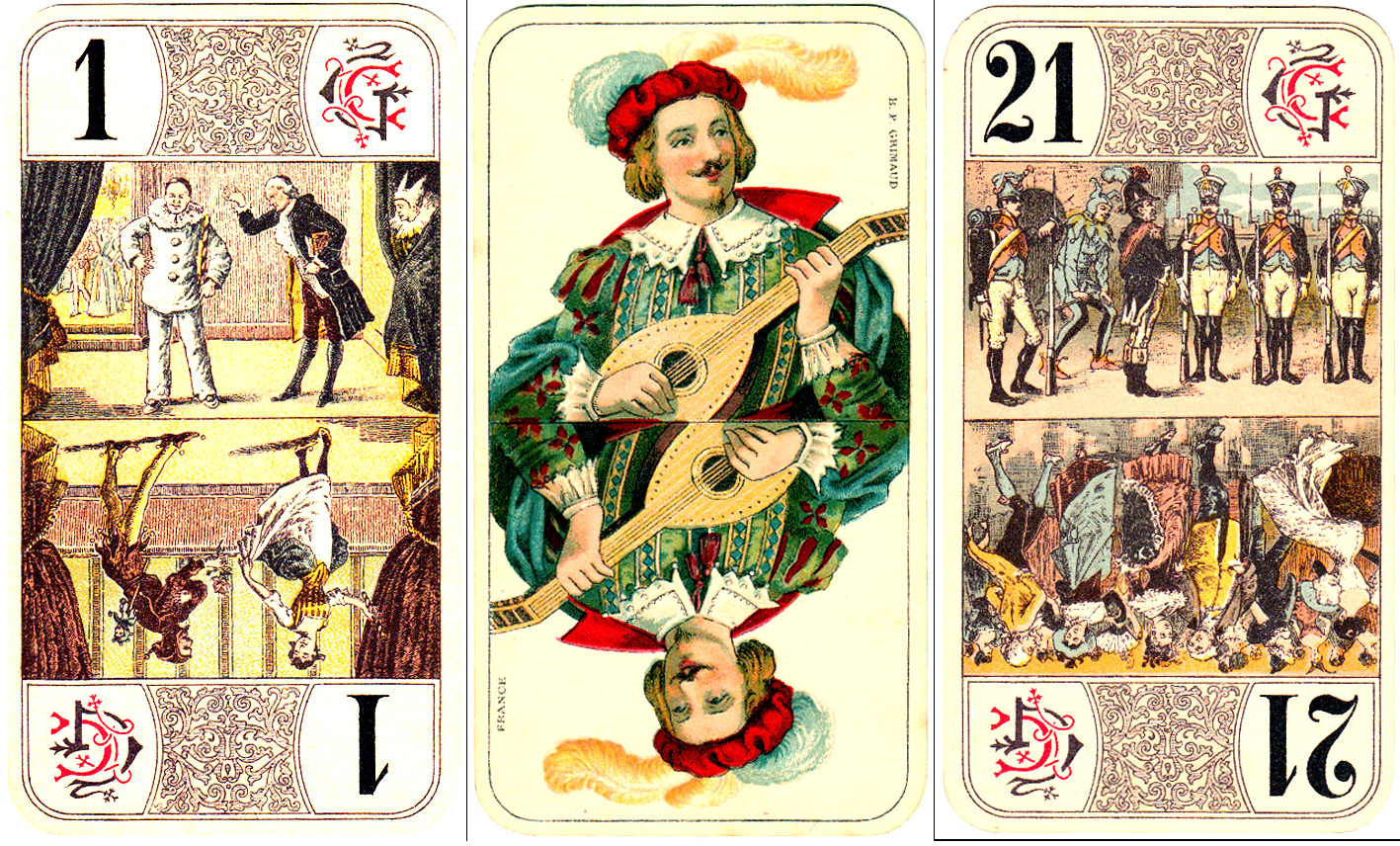
As três pontas ou oudlers.

As cartas de tarot são uma versão modernizada do séc. XIX das cartas do Tarot dito "de Marselha".
Um baralho de tarô tem 78 cartas de jogar:
1. Cinquenta e seis cartas divididas em quatorze cartas dos quatro naipes franceses tradicionais: espadas, copas, ouros e paus. Em cada naipe é inserido um cavaleiro entre a dama e o valete.
2. Vinte e uma cartas com um número: estas são os trunfos, que têm prioridade sobre os naipes. O número indica a força de cada trunfo, do mais forte (o 21) ao mais fraco (o 1, chamado petit, "pequeno").
3. A excuse, "desculpa", uma carta marcada com uma estrela e representando um tocador de bandolim. Ele desempenha um papel equivalente ao do curinga do pôquer (este último foi inventado muito mais tarde[carece de fontes?] )

No jeu de tarot ("jogo de tarô"), os trunfos extremos, ou seja, o 21 e o 1, bem como a excuse, são as três bouts, "pontas", também chamados oudlers. É em torno dessas três cartas que toda a estratégia do jogo do tarô é organizada.
Essas 78 cartas formam um total de 91 pontos que também contamos:
1. sempre dois a dois. Portanto, uma carta simples deve sempre ser contada com uma ponta, uma honra (Rei, Dama, Cavalo, Valete) ou uma segunda carta simples.
2. cada par com uma ponta (ou oudler) e uma única simples conta como 5 pontos.
3. cada par com uma honra (Rei, Rainha, Cavaleiro, Valete) e uma carta simples conta de acordo com a honra, respectivamente, para 5, 4, 3 e 2 pontos.
4. o resto dos pares de cartas (os outros 19 trunfos e as cartas baixas) contam cada um 1 ponto.
5. no caso de uma carta ser deixada sozinha no final da contagem, ela vai para o lado que ganhou a partida.

### Formato
O formato da carta é mais longo do que o de jogos de cartas como bridge ou poker. De fato, o número de cartas distribuídas sendo bastante grande (18 cartas por jogador em 4, 15 em 5 e 24 em 3), seria difícil mantê-las em mãos com o formato normal. Além disso, esse formato é o da maioria das variantes do Tarot de Marselha, de onde essas cartas são derivadas.
As dimensões típicas de uma carta de tarô são 60 × 112 mm.

## Desenvolvimento de uma partida com quatro jogadores
O tarô foi inventado para quatro jogadores. Existem, no entanto, variantes para três ou cinco jogadores.

### A distribuição
Assim que o carteador for designado, ele distribui as cartas três a três, começando com o jogador à sua direita e indo no sentido anti-horário . Ao mesmo tempo que distribui, constitui um chien , "cão", de seis cartas que escolhe como lhe aprouver. No entanto, o carteador não pode:
- colocar várias cartas ao mesmo tempo no cão (variante comum: não mais de 3).
- colocar uma das primeiras ou últimas três cartas da pilha no chien.

No jogo de três jogadores, as cartas são distribuídas quatro por quatro (vinte e quatro por jogador) e um chien de seis cartas.
No jogo de cinco, cada jogador terá quinze cartas e o chien três cartas.
Se um jogador tiver apenas um trunfo em sua mão e esse trunfo for o 1 (petit), ele deve revelar sua mão, a distribuição é cancelada e uma nova distribuição é feita. Dizemos que o petit está "seco". O petit seco, se acompanhado da excuse, não cancela a distribuição. Este caso também pode ocorrer após o descarte.

### As ofertas
As ofertas (ou lances) acontecem em uma rodada, uma vez distribuídas as cartas. Cada um por sua vez, se o jogador considerar que não pode ficar com o chien, diz "(eu) passo", e se pensa que pode ganhar, escolherá uma aposta entre as quatro possibilidades:
- prise, "pegadura", (ele diz "eu pego");
- garde, "guarda", que vai dobrar os pontos (ele diz "eu guardo");
- garde sans le chien, "guarda sem o cão", o que quadruplicará os pontos (ele diz "eu guardo sem");
- garde contre le chien, "guarda contra o cão", que vai sextuplicar os pontos (ele diz "eu guardo contra").

O jogador com a aposta mais alta leva o cão se for uma pegadura (prise) ou guarda simples (garde). As seis cartas são mostradas a todos e, em seguida, o tomador (aquele que fica com as cartas do cão) as incorpora em suas cartas. Ele então terá que descartar, secretamente, tantas cartas que constituirão seus primeiros pontos da partida. É absolutamente proibido descartar um rei ou uma ponta ( oudler ). Só se pode descartar um trunfo se não for possível fazer de outra forma e, neste caso, mostrando-o à defesa.
No caso de guarda sem cão, não é revelado, é adquirido pelo recebedor e os pontos que contém serão somados ao seu total no final do jogo. No caso de guarda contra o cão, não é revelado, é adquirido para defesa e os pontos que contém serão somados ao total da defesa no final do jogo.
Eventualmente, o chelem, ou seja, a condição de obter todas as vazas, pode ser anunciado pelo tomador após ter feito o seu descarte: se o tomador a realiza, ganha um bônus de 400 pontos. No entanto, se o tomador conseguir o chelem, mas não o tiver anunciado com antecedência, ele ganha apenas 200 pontos adicionais. Finalmente, se o tomador anunciar o chelem, mas não perceber, 200 pontos serão deduzidos de seu total.
Se ninguém decidir, o jogo é redistribuído.

#### Variante das orfertas
- Em alguns jogos recreativos, e para evitar abandono de ofertas (passes) e redistribuições de cartas, é possível fazer um lance semelhante a "Parole" (check) do poker: o jogador não se compromete a licitar, mas reserva a sua opinião para uma segunda rondada de oferta. Dependendo das variantes, esta Parole permite então escolher livremente uma oferta entre as selecionados (de Pegadura à Guarda contra), ou apenas uma Espera. Esta variante não é aceita em jogos de torneio.
- Em algumas regiões, existe um “passe” (pousse) entre a pequena (petite) e a guarda. Os contratos valem então 10, 20, 40, 80 ou 160 pontos. Este anúncio não é aceito em jogos de torneio.
  - A pegadura (prise) é então chamada de pequena (o jogador diz neste caso "pequena"). Nesta variante, o jogador não diz o "eu" dos outras ofertas.
- Quando um jogador tiver fez um anúncio e outro jogador superar a oferta, o primeiro jogador poderia, por sua vez, superar a oferta ou não (laisser).

### Os contratos
Os pontos do contrato para o tomador dependem do número de oudlers (pontas) que ele obtem em suas vazas (ou mãos) no final da partida.
- sem oudler, é necessário fazer pelo menos 56 pontos;
- com 1 oudler, é necessário fazer pelo menos 51 pontos;
- com 2 oudlers, é necessário fazer pelo menos 41 pontos;
- com 3 oudlers, é necessário fazer pelo menos 36 pontos.

### Os anúncios

#### O punhado
Ter um punhado (poignée) é ter um grande número de trunfos em seu jogo (a desculpa conta como um trunfo). Um jogador com um punhado pode, se desejar, anunciá-lo e apresentar os trunfos classificados em ordem decrescente, completos e todos de uma vez, antes de jogar sua primeira carta. Existe:
- o punhado simples (simple poignée): dez trunfos (treze trunfos com três jogadores, oito com cinco jogadores); o bônus é de 20 pontos;
- o punhado duplo (double poignée): treze trunfos (quinze com três jogadores, dez com cinco jogadores); o bônus é de 30 pontos;
- o punhado triplo (triple poignée): quinze trunfos (dezoito a três jogadores, treze a cinco jogadores); o bônus é de 40 pontos.

Esses prêmios mantêm o mesmo valor independente do contrato. O bônus é adquirido pelo lado vencedor da distribuição. O punhado deve ser apresentado de uma vez, com os trunfos em ordem. A desculpa no punhado indica que o jogador não tem outros trunfos. Ao contrário de um rumor popular, não é de forma alguma obrigatório apresentar as pontas (oudlers) ou trunfos extremos para o jogador com mais trunfos do que o que seu punhado requer. Um jogador que possui todos os quatro reis e quinze trunfos e deveria ter descartado um trunfo está autorizado a apresentar um punhado triplo, incluindo o trunfo descartado que foi mostrado anteriormente para a defesa.
Não é obrigatório apresentar um punhado.

#### O pequeno no final
Se o pequeno faz parte da última vaza, diz-se que ele está "no final" A equipa que obtiver a última mão, desde que esta inclua o pequeno, beneficia-se de um bónus de 10 pontos, que pode ser multiplicado de acordo com o contrato, seja qual for o resultado da partida.

#### Variante: as misérias
Quando um jogador não tem trunfo em sua mão, ele pode anunciar uma “miséria de trunfo” antes de jogar a primeira carta. Da mesma forma, quando um jogador não tem uma figura na mão, ele pode anunciar uma “miséria de figura”. O anúncio é feito de acordo com as cartas em mãos e não leva em consideração aquelas presentes ou não no cão.
Estas "misérias" garantem-lhe um bónus (variável consoante a região) que é deduzido dos pontos da equipa vencedora.
Esta variante não faz parte das regras da FFT e geralmente não é permitida durante os torneios.

### Desenvolvimento da partida
O tomador jogará contra 3 adversários que formam a defesa .
A primeira carta, o início da primeira vaza (mão), é jogada pelo jogador à direita do carteador. Em seguida, cada jogador joga por sua vez, seguindo no sentido anti-horário. O jogador que ganha a primeira rodada começa a próxima, e assim por diante.
O jogo então ocorre de acordo com as seguintes regras:
- o início de cada mão (carta inicial jogada) determina as cartas solicitadas aos outros jogadores. Dizemos ao trunfo se é um trunfo ou, se não, ao naipe (e, por exemplo, às espadas ). Se a primeira carta de uma vaza for a desculpa, a próxima carta determina o naipe jogado.
- ao naipe, somos obrigados a fornecer o naipe solicitado, se houver, mas não a subir (jogar uma carta mais alta).
- se não tiver uma carta do naipe solicitado, é obrigado a cortar (jogar trunfo). Se outro jogador já cortou, somos obrigados a sobre cortar (cortar com um trunfo maior) se pudermos. Caso contrário, urina-se (sub-corte) jogando outro trunfo.
- ao trunfo, o jogador é obrigada a subir no trunfo mais forte já em jogo, se puder, mesmo que pertença a um parceiro. Caso contrário, urina-se (sub-corte) jogando qualquer trunfo.
- descarta-se (joga-se uma carta de sua escolha) se não se tem uma carta do naipe solicitado, nem um trunfo.
- quaisquer que sejam as restrições acima, é possível jogar a desculpa livremente e em substituição a qualquer carta, exceto na última rodada da partida. Não permite a execução de uma vaza (exceto no caso de um chelem), mas continua a ser propriedade do lado que a detém. Quem quer que tenha jogado recupera a desculpa e a incorpora na pilha de cartas que já fez. Ele pega uma carta sem valor (carta baixa ou trunfo) que dá ao lado que venceu a vaza para substituir a desculpa. Se a desculpa fosse usada na última rodada do partida, ela deveria mudar obrigatoriamente de lado.
- no caso de um chelem sucedido pela parte do tomador não ter a desculpa, esta carta jogada normalmente permanece propriedade da defesa e vale 4 pontos.
- no caso de um chelem, o tomador, se tiver a desculpa, deve jogá-lo por último: a vaza vai voltar para ele.

### Cálculo de pontuação e a marcação
No final do jogo, são contados os pontos contidos nas vazas do tomador por um lado e nas da defesa por outro (complemento a 91). Para ganhar o seu contrato, o lado do tomador deve atingir um número mínimo de pontos indicado na seção Contrato. Se o número de pontos for alcançado exatamente, o contrato está "acabado"; se o número de pontos for maior, os pontos adicionais são pontos vencedores; se o número de pontos for menor, o contrato é cancelado e o número de pontos que faltam corresponde aos pontos perdidos.
Qualquer contrato vale arbitrariamente 25 pontos, acrescenta-se 25 pontos ao número de pontos de ganho ou perda. essa pontuação é multiplicada de acordo com a oferta (veja abaixo). Adicionamos os bônus de punhado, pequeno no final e chelem, se necessário.
Cada defensor marcará estes pontos, a menos que o atacante (tomador do cão) tiver cumprido o seu contrato, e ainda se o atacante tiver caído. O atacante marcará em positivo os pontos dados pela defesa, em negativo os pontos ganhos pela defesa. O total de todas as pontuações de uma partida deve ser igual a 0.

#### Variante de marcação
Em algumas regiões, o tarô tradicional era jogado com uma "mosca": o carteador tinha que apostar 5 pontos, e a mosca era aumentada em 10, 20, 40, 80 ou 160 por cada jogador (exceto o tomador) dependendo se era uma Pegadura, um Passe, uma Guarda (implícita: com o cão), uma Guarda sem o cão ou um Guarda contra o cão.
- Se ninguém pegasse, na próxima rodada a mosca era aumentada pela aposta do carteador e começava-se de novo.
- Se o atacante ganhasse, ele embolsava a Mosca.
- Se ele caísse (não cumprisse o contrato), dobrava-se a mosca, colocando mais dinheiro de na quantia que havia.

## Variante com três jogadores
A regra é quase a mesma com quatro jogadores. Os contratos são idênticos. Por outro lado, as cartas são distribuídas quatro a quatro (sendo o cão sempre composto por seis cartas). Cada jogador recebe assim vinte e quatro cartas. O punhado simples é composto de treze trunfos, o punhado duplo de quinze trunfos e o punhado triplo de dezoito trunfos.

## Variante com cinco jogadores
A regra é diferente do jogo com quatro jogadores, notadamente "o apelo ao rei". O jogo é um pouco mais complicado, mas é muito mais fácil de jogar.
O cão é composto por três cartas, cada jogador recebe quinze cartas. Os contratos são idênticos. O punhado simples consiste em oito trunfos, o punhado duplo de dez trunfos e o punhado triplo de treze trunfos. Para a marcação, o cálculo dos pontos atribuídos aos defensores é igual ao jogo de quatro jogadores.
Quando um dos jogadores decide pegar, ele deve, antes de desvirar as cartas do cão, convocar um rei. Quem possui este rei torna-se então seu parceiro no jogo e só se revela, tanto para o tomador quanto para os defensores, jogando esta carta.
Quando o tomador tem quatro reis, ele pode chamar uma dama (até mesmo um cavaleiro se ele tiver quatro reis e quatro damas ou um valete se tiver quatro grandes casamentos, ou seja: quatro reis, quatro damas e quatro cavaleiros). Ele pode chamar a si mesmo chamando um rei que faz parte de seu jogo. Se a carta chamada estiver no cão ou se o tomador for chamado, então o tomador joga sozinho contra os outros quatro jogadores (defensores). Caso contrário, o titular da carta chamada torna-se seu parceiro (associado) e o jogo é disputado entre dois (o tomador e o associado) contra três.
A carta inicial não pode ser do naipe da carta indicada pelo tomador, a menos que seja feita com a carta solicitada. O parceiro do tomador não deve declarar que pertence ao lado atacante até que ele jogue com o rei (ou outro membro da corte) invocado, mesmo que ele possa escolher por seu comportamento de jogo deixar seus oponentes algumas ilusões, por exemplo, dando pontos ou seu pequeno ao tomador.
Os pontos são atribuídos, mais ou menos dependendo do sucesso ou da queda, entre os dois atacantes na proporção de dois terços para o tomador e um terço para o parceiro. Os pontos são multiplicados por quatro para o atacante se ele jogou sozinho contra quatro. O total das cinco pontuações (do tomador, do parceiro e de cada um dos três defensores) é, portanto, igual a zero.

## Apêndices

### Artigos relacionados
- Tarot de Marselha
- Federação Francesa de Tarot
- Jogos de cartas
- Tarot divinatório
- Tarot Nouveau